# Alt wie ein Baum
Alt wie ein Baum ist ein Lied der Rockband Puhdys aus dem Jahr 1976.

## Geschichte
Das Lied wurde von den Dieter Birr komponiert, der Text stammt von Burkhard Lasch. Die ersten Zeilen lauten: „Alt wie ein Baum möchte ich werden, genau wie der Dichter es beschreibt …“ Sie beziehen sich auf das Gedicht von Louis Fürnberg Alt möcht ich werden. Das Intro wurde an das des Songs ’39 von Queen angelehnt.
Das Lied wurde in der folgenden Besetzung eingespielt: Dieter Birr (Gitarre), Dieter Hertrampf (Gesang, Gitarre), Harry Jeske (E-Bass), Gunther Wosylus (Schlagzeug) und Peter Meyer (Keyboard) sowie Bandmitglieder im Hintergrundgesang. 1977 erreichte es Platz 3 der DDR-Jahreshitparade.

## Beschreibung
Das Stück ist in der Originalversion 2:45 Minuten lang. Es ist in G-Dur im Viervierteltakt geschrieben. Die drei Textstrophen sind gleich lang. Der Sänger erklärt, dass er gern alt und groß wie ein Baum werden möchte, um dann „zwischen Himmel und Erde“ zu sein und seine Träume einzufangen.

## Weitere Versionen
Bei der Tournee Ost-Rock Klassik 2009 spielten die Puhdys das Lied mit Dieter Hertrampf als Sänger und dem Deutschen Filmorchester Babelsberg im Hintergrund. 2012 veröffentlichte Peter Wackel eine Single mit seiner Version des Liedes. Sie erschien auch auf der Kompilation Ballermann Hits 2012. 2016 veröffentlichte Matthias Reim mit Hertrampf eine Coverversion des Songs, die auf dem Album Phönix veröffentlicht wurde. 2018 veröffentlichte die Band Bonfire eine Version des Songs auf ihrem Album Legends.

## Ausgaben (ohne Kompilationen)

### Singles
- 1976 von den Puhdys: Alt wie ein Baum / Erinnerung (Amiga)
- 2012 von Peter Wackel: Alt wie ein Baum
- 2016 von Matthias Reim: Alt wie ein Baum
- 2018 von Bonfire: Alt wie ein Baum

### Alben
- 1977: Die Puhdys: Die großen Erfolge (Amiga)